# فراخواندن سنت متی
(فراخواندن سنت متی) نقاشی از کاراواجواست که لحظه‌ای را به تصویر می‌کشد که در آن عیسی مسیح به متی الهام می‌کند تا از او پیروی کند. در ۱۵۹۹-۱۶۰۰ برای کلیسای کونتارلی در کلیسای جماعت فرانسوی، در رم تکمیل شد، جایی که باقی مانده است. این نقاشی در کنار دو نقاشی دیگر از متیو اثر کاراواجو، شهادت سنت متی (که تقریباً همزمان با فراخوان نقاشی شده است) و الهام
تماس در مقابل شهادت سنت متی آویزان است. در حالی که احتمالاً شهادت اولین موردی بود که شروع شد، فراخوان، طبق گزارش، اولین موردی بود که تکمیل شد. کمیسیون این دو نقاشی جانبی - فراخوان و شهادت - به تاریخ ژوئیه ۱۵۹۹ است و پرداخت نهایی در ژوئیه ۱۶۰۰ انجام شد. بین این دو، در محراب، الهام سنت متی (۱۶۰۲) قرار دارد.

## موضوع
این نقاشی داستان انجیل متی (متی ۹:۹) را به تصویر می‌کشد: «عیسی مردی به نام متی را در محل کار خود دید و به او گفت: «به دنبال من بیا» و متی برخاست و به دنبال او رفت.» کاراواجو متیو باجگیر را به تصویر می کشد که با چهار مرد دیگر پشت میز نشسته است. عیسی مسیح و سنت پیتر وارد اتاق شده‌اند و عیسی به متی اشاره می‌کند. پرتوی از نور چهرهٔ مردانی را که پشت میز هستند و به عیسی مسیح نگاه می‌کنند، روشن می کند.

## هویت سنت متی
بحث بر سر اینکه کدام مرد در تصویر سنت متی است وجود دارد؛ زیرا ژست غافلگیرکننده مرد ریشو پشت میز را می‌توان به دو صورت خواند.
اکثر نویسندگان در فراخوان ، سنت متی را مرد ریشدار فرض می‌کنند و او را به سمت خود نشانه می‌گیرند که انگار از من می‌پرسد؟ در پاسخ به احضار مسیح. این نظریه زمانی تقویت می‌شود که یکی از دو اثر دیگر این مجموعه، یعنی الهام سنت متی و شهادت سنت متی را در نظر بگیرد. مرد ریشداری که نقش سنت متی را دارد در هر سه اثر ظاهر می‌شود و او به‌طور واضح نقش متی مقدس را هم در «الهام» و هم در «شهادت» بازی می‌کند.
یک تفسیر جدیدتر پیشنهاد می کند که مرد ریشو در واقع به مرد جوان انتهای میز اشاره می‌کند که سرش به زمین افتاده است. در این قرائت مرد ریشو از او می پرسد؟ در پاسخ به احضار مسیح و نقاشی لحظه‌ای را به تصویر می‌کشد که بلافاصله قبل از اینکه متی جوان سر خود را برای دیدن مسیح بلند کند. نویسندگان دیگر این نقاشی را عمداً مبهم توصیف می‌کنند. 